# Agassy
Agassy (hangul: 아가씨) – debiutancki minialbum południowokoreańskiej piosenkarki Soojin, wydany przez BRD Communications 8 listopada 2023 roku. Płytę promował singiel o tym samym tytule.

## Tło wydania
16 października 2023 ogłoszono, że Soojin podpisała kontrakt z wytwórnią BRD Communications i przygotowuje się do solowego debiutu w tym samym miesiącu. 25 października ukazał się film z występem tanecznym, zatytułowany „Black Forest”, zapowiadający jej nadchodzący solowy debiut. Film przedstawia piosenkarkę wykonującą „taniec współczesny do dramatycznej muzyki instrumentalnej, w drugiej połowie dołączają do niej dwoje zamaskowanych tancerzy”. 26 października BRD Communications ogłosiło, że 8 listopada Soojin wydała swój debiutancki minialbum Agassy. 1 listopada ukazała się lista utworów minialbumu, a głównym utworem został ogłoszony singiel zatytułowany „Agassy”. 3 listopada opublikowano fragmenty utworów. Teasery teledysku do głównego utworu ukazały się 6 i 7 listopada. 8 listopada 2023 roku ukazał się minialbum Agassy wraz z teledyskiem do głównego utworu.

## Kompozycja
Standardowa edycja Agassy składa się z sześciu utworów. Opisanych jako „nowy początek dla Soojin”, minialbum umacnia pozycję piosenkarki jako artystki solowej, pokazując jej „wyjątkowe mocne strony” i „niezrównaną barwę muzyczną”.
W wywiadzie dla Xport News Soojin opisała utwór „Sunset”, jako ten, do którego „[jest] najbardziej przywiązana”, ponieważ „pozwolił [jej] wyobrazić sobie podróż związaną ze spotkaniami z fanami w zachwycający sposób”, kiedy usłyszała go po raz pierwszy.

Ponieważ jest to album, na którym mogę pokazać swoje prawdziwe ja od początku do końca, pomyślałam, że każda część jest ważna, ale szczególnie uważam, że teksty piosenek są ważne. Piosenki, które uważałam za dobre, zawsze koncentrowały się na tekstach, z którymi można się utożsamiać. Ponadto, kiedy słucham piosenki po raz pierwszy lub jestem nią zainteresowana, słucham jej, patrząc na tekst. Ten nawyk znajduje odzwierciedlenie również na tej płycie i myślę, że dobrze by było, gdybyście słuchali mojego albumu, zwracając uwagę na teksty piosenek.

## Odbiór krytyczny
Carmen Chin, pisząca dla NME, opisała minialbum jako „urzekający list miłosny do samej siebie” i „świadectwo jej siły w powrocie do tego, z czym radzi sobie najlepiej”. Doszła do wniosku, że „nawet jeśli [Agassy] stara się zachować ostrożność, stosując standardową produkcję, podkreśla potencjał, jaki zawsze posiadała Soojin, i wystawia go, aby świat mógł go ponownie zobaczyć”.

## Lista utworów
| CD | CD              | CD            | CD                                       | CD                         | CD          | CD      |
| Nr | Tytuł utworu    |               | Tekst                                    | Kompozycja                 | Aranżacja   | Długość |
| -- | --------------- | ------------- | ---------------------------------------- | -------------------------- | ----------- | ------- |
| 1. | „Flowering”     | (開花 (개화)) | Yuth                                     | Rhode                      | Rhode       | 1:03    |
| 2. | „Agassy”        | (아가씨)      | Kang Eunjeong, Mok Jimin                 | Yuth, Puff                 | Yuth, Puff  | 2:45    |
| 3. | „Sunflower”     |               | Suen, Rhode, Kim Chaeah (153/Joombas)    | Suen, Rhode                | Rhode       | 2:50    |
| 4. | „TyTy”          |               | Suen, Rhode                              | Yuth, Suen, Rhode          | Yuth        | 2:32    |
| 5. | „Sunset”        |               | Kim Chaeah (153/Joombas), Flip_00, Ellui | Flip_00, 37, Ellui         | Flip_00, 37 | 2:45    |
| 6. | „Bloodredroses” |               | Choi Min Ji                              | Josh Grant, Alisa Xayalith | Josh Grant  | 2:47    |

## Notowania
| Lista                        | Najwyższa pozycja |
| ---------------------------- | ----------------- |
| South Korean Albums (Circle) | 8                 |